# RATP El Djazaïr
RATP El Djazaïr était la société exploitante du métro d'Alger jusqu'en 2020. C'était une filiale de droit algérien du groupe RATP via sa filiale RATP Dev.

## Histoire
RATP El Djazaïr est une filiale de RATP Dev, elle-même filiale du groupe RATP. La société a remporté le contrat d'exploitation du métro d'Alger en 2007, pour une durée de huit ans. Siemens France, Vinci et l'espagnol CAF se sont partagé les 380 millions d'euros alloués à sa construction.
Dans le courant de l'été 2008, les travaux pour l'extension B de la ligne 1 sont lancés. Le nouveau tronçon, long de 4 kilomètres et s'étendant vers l'est de la ville, accueille 4 nouvelles stations : Bachdjerrah 1, Bachdjerrah 2, El Harrach gare et El Harrach centre. Le 8 septembre 2011, la société a procédé à la mise en marche à blanc de la ligne 1 du métro.
Le 1er novembre 2011, la première ligne de métro est ouverte aux usagers,. La filiale SETRAM est créée par RATP Dev pour gérer les tramways en Algérie. SETRAM reprend la gestion des tramways d'Alger en octobre 2012, ceux d'Oran en mai 2013, et ceux de Constantine en juillet 2013.
L'extension B est ouverte aux usagers le 5 juillet 2015. La construction de cette extension a coûté 110 millions d'euros.
En octobre 2016, la filiale Ixxi de RATP El Djazaïr met en place l'interopérabilité entre les tickets de métro et les tickets de tramway de la ville, ces derniers étant également gérés par une filiale de RATP (SETRAM, détenue à 49 %). La ligne compte alors 12 kilomètres de rail, 14 stations, et une moyenne de 100 000 voyageurs par jour. En novembre 2018, la société lance un appel d'offres en vue d'attribuer des emplacements commerciaux dans plusieurs stations de métro. L'entreprise française Promométro avait été désignée en juillet 2017 pour engager l'initiative d'installer des boutiques dans le métro d'Alger,.
Le contrat de la RATP pour la gestion du métro d'Alger étant prévu pour une durée de huit ans après la mise en service du métro se termine le 31 octobre 2020. La gestion du métro est reprise par une société algérienne filiale à 100 % de l'Entreprise Métro d'Alger dénommée Métro El Djazaïr,.